# عالیجناب (مجموعه تلویزیونی ۲۰۲۴)
عالیجناب (انگلیسی: Your Honor; کره‌ای: 유어 아너) یک مجموعه تلویزیونی محصول کره جنوبی اقتباس شده از مجموعه تلویزیونی اسرائیلی Kvodo است. این مجموعه توسط پیو مین سو ساخته شده و به نویسندگی کیم جه هوان، به کارگردانی یون جونگ سون و با بازی سون هیون جو، کیم میونگ مین، کیم دو هون و هو نام جون است. این مجموعه از ۱۲ اوت ۲۰۲۴، روزهای دوشنبه و سه‌شنبه ساعت ۲۲:۰۰ (کی‌اس‌تی) از ئی‌ان‌ای پخش شد. این مجموعه همچنین برای استریم در ویکی در مناطق منتخب قابل دسترسی است.

## بازیگران

### اصلی
- سون هیون جو در نقش سونگ پان هو[۱]
- کیم میونگ مین در نقش کیم کانگ هون[۱]
- کیم دو هون در نقش سونگ هو یونگ[۲]
- هو نام جون در نقش کیم سانگ هیوک
- یون چان یونگ در نقش کیم سانگ هیوک[۲]